# Zamieranie pąków różanecznika

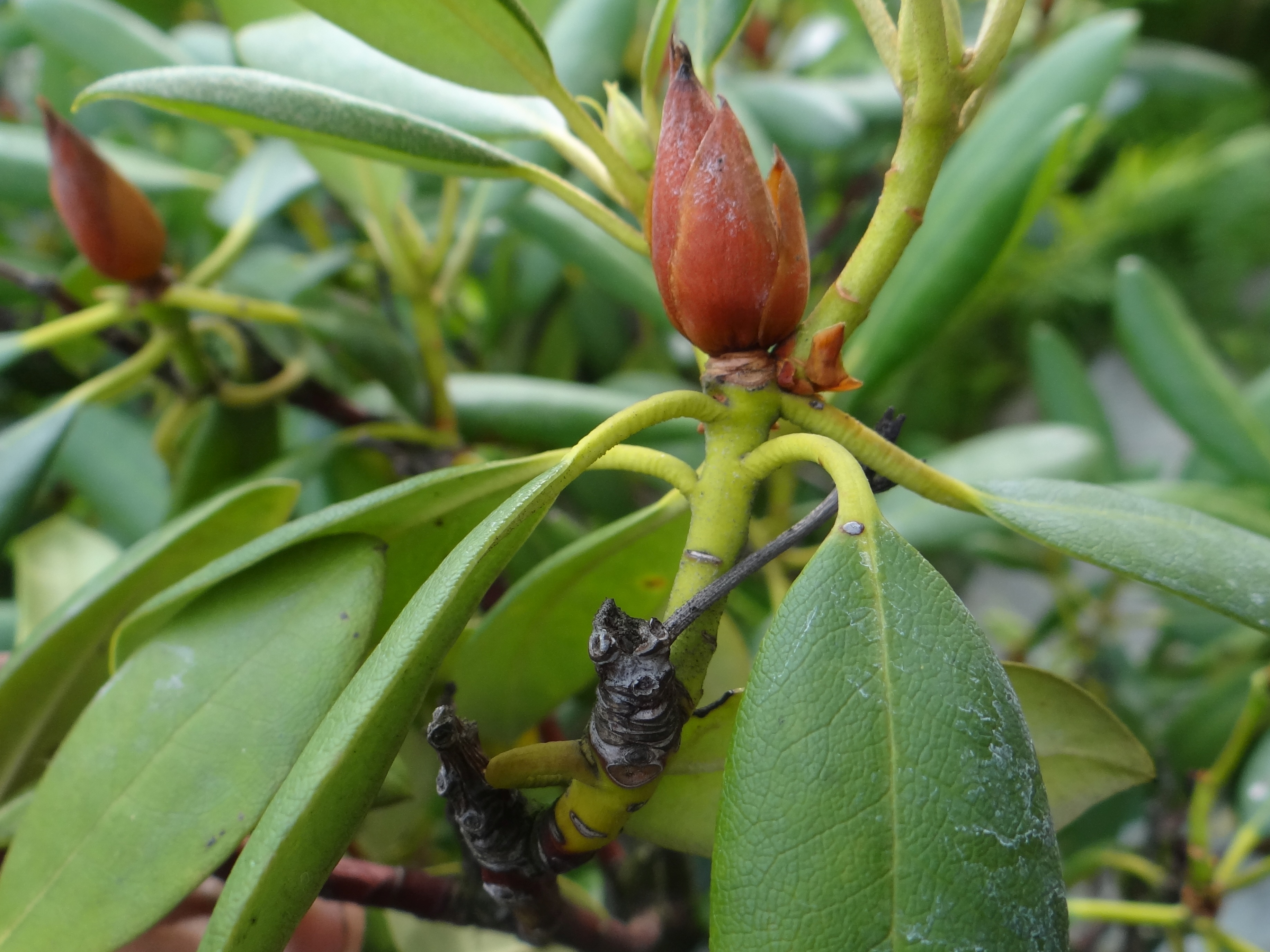
Zamarły pąk różanecznika katawbijskiego

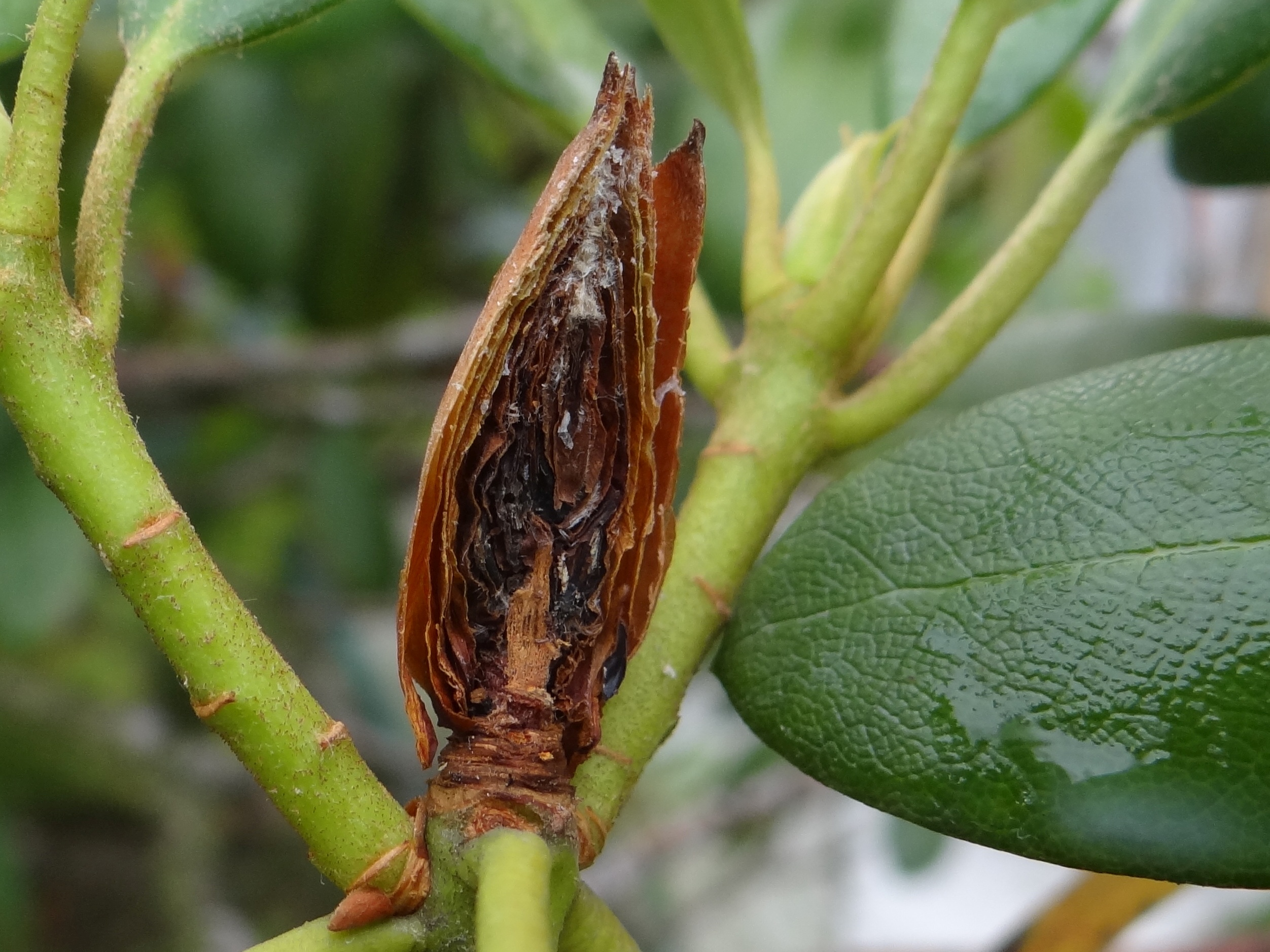
Przekrój przez zamarły pąk

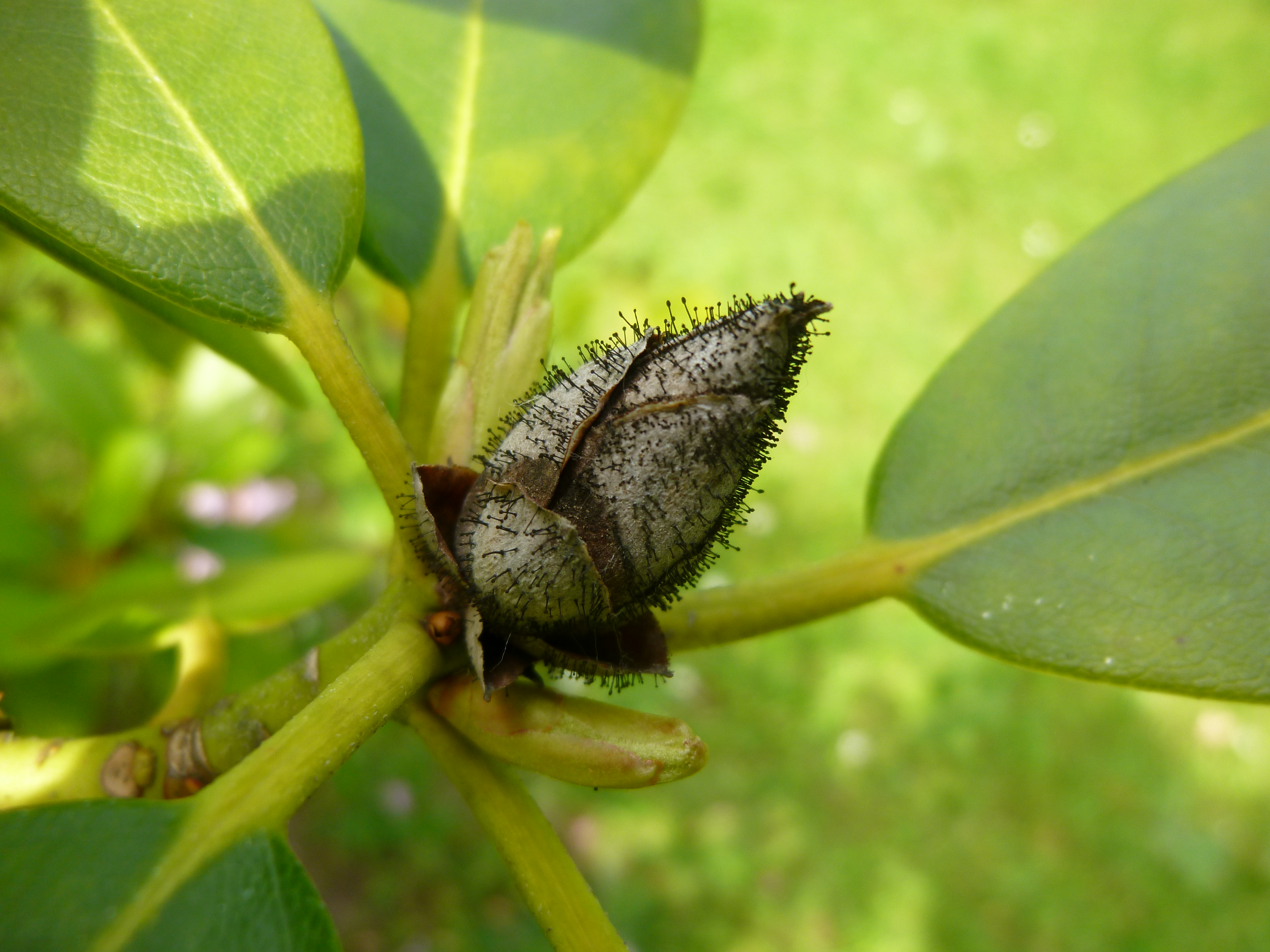
Faza konidiogenezy

Zamieranie pąków różanecznika (ang. Rhododendron bud and twig blight) – grzybowa choroba różaneczników wywołana przez Seifertia azaleae. Choroba nosi też nazwę obumieranie paków kwiatostanowych różaneczników.

## Objawy
Po raz pierwszy zamieranie pąków różanecznika zaobserwowano w USA, Anglii i Włoszech dopiero w 2001 r. W Polsce po raz pierwszy chorobę zaobserwowano w 1966 r. Jest rzadka, ale rozprzestrzenia się. W Parku Szczytnickim we Wrocławiu obserwowano bardzo silne porażenie nią różaneczników. Objawy choroby są bardzo charakterystyczne i łatwe do rozpoznania. Pierwsze objawy pojawiają się u podstawy pąków kwiatowych w postaci martwiczych brunatnych plam. Martwiczy obszar rozprzestrzenia się i wkrótce całe pąki brunatnieją, kurczą się i zamierają, ale nie gniją i nie opadają, lecz pozostają na pędach. Później pojawia się na nich ciemnobrunatny nalot zarodników konidialnych. Mają postać pałeczek wyrastających na długich trzoneczkach. Choroba nie poraża liści.

## Epidemiologia
Zdaniem niektórych naukowców choroba przenoszona jest przez owada o nazwie skoczek różanecznikowy (Graphocephalla fennahi). Jego samica składając jaja nakłuwa podstawę pąków przy okazji wprowadzając do nich  grzybowy patogen. Składanie jaj odbywa się od września do października. Objawy porażenia stają się widoczne dopiero wiosną – porażony pąk nie rozwija się, a na obumarłym paku grzybnia patogenu wytwarza koremia z zarodnikami konidialnymi.

## Ochrona
Porażone pąki należy wycinać i palić, a sekator zdezynfekować.